# 광주과학고등학교
광주과학고등학교(光州科學高等學校)는 대한민국 광주광역시 북구 오룡동에 있는 공립 과학영재학교이다.

## 학교 연혁
- 1983년 11월 21일 : 전남과학고등학교 설립인가
- 1984년 3월 1일 : 초대 고흥주 교장 취임
- 1984년 3월 26일 : 개교식 (2학급 60명)
- 1988년 9월 15일 : 신입생 남, 여 모집 승인
- 1988년 12월 22일 : 학교 신축 이전
- 1990년 3월 1일 : 광주과학고등학교 교명 변경
- 2010년 2월 28일 : 학교 신축 이전 (광주광역시 북구 오룡동 현 위치)
- 2012년 7월 24일 : 과학영재학교 전환 승인
- 2014년 3월 3일 : 과학영재학교 신입생 입학 (6학급 96명)
- 2025년 1월 23일 : 제39회 졸업식(졸업생 95명, 총 졸업생수 3,155명)
- 2025년 3월 1일 : 제15대 고준상 교장 취임
- 2025년 3월 4일 : 과학영재학교 신입생 입학(42기 6학급 94명)

## 설치 학과
- 과학과

## 참고 자료
- 광주과학고등학교 - 한국교육학술정보원 학교알리미